# Батальйони просять вогню
«Батальйони просять вогню» (рос. «Батальоны просят огня») — радянський телевізійний художній фільм за однойменною повістю Юрія Бондарева. Фільм знятий до 40-річчя перемоги у Німецько-радянській війні.
Фільм повністю, лише з незначними змінами, відображає зміст повісті, на відміну від попередньої екранізації — другої серії кіноепопеї «Звільнення» («Прорив») 1969 року, яка була знята з тієї ж повісті і частково відображає сюжет.
Більшість сцен бою знімалися поблизу села Малополовецьке, Фастівський район, Україна, де на берегах річки Собот будували цілі знімальні платформи. Частину сцен знімали в Седневі Чернігівської області і в районі міста Чернігів.

## Сюжет
Основа сюжету фільму — важливий етап Німецько-радянської війни, форсування радянськими військами Дніпра в ході літньо-осінньої кампанії 1943 року, а саме події на Букринському плацдармі південніше від Києва.
Два батальйони 85-го стрілецького полку під командуванням майора Бульбанюка і капітана Максимова повинні форсувати Дніпро, щоб на південь від міста Дніпрова (вигадана назва) створити плацдарм в районі сіл Новомихайлівка та Білохатка для подальшого наступу дивізії — таким було поставлене бойове завдання. Батальйонам був відданий наказ: зміцнившись на плацдармі та зав'язавши бій, подати сигнал дивізії «просимо вогню» — і вся дивізійна артилерія завдає удару по противнику, а сама дивізія після артпідготовки переходить у наступ. Підтримати батальйони під час переправи і зав'язування бою повинна батарея стрілецького полку полковника Гуляєва, якім до поранення командував капітан Єрмаков. Але оскільки після попередньої невдалої спроби переправи через Дніпро з чотирьох гармат у батареї залишилося лише дві, для поповнення втрат з артполку був виділений взвод у складі двох гармат з розрахунками під командуванням лейтенанта Єрошина.
Такий був план. Але командування раптово змінює весь план наступу, наказавши дивізії знятися із займаних позицій, переміститися на північ від Дніпрова і, з'єднавшись з іншого дивізією, яка нещодавно зазнала великих втрат у боях, атакувати місто з півночі. Вже вступившим в бій батальйонам наказано не відступати — тепер їхні дії несуть відволікаючий характер. Виконуючи наказ командування, командир дивізії полковник Іверзєв у терміновому порядку відкликає всі полки, зокрема й артилерію, залишаючи батальйони без вогневої підтримки і в такий спосіб прирікаючи їх на вірну загибель. Для підтримки батальйонів на правому березі залишаються лише дві гармати тієї самої батареї, якою раніше командував Єрмаков, а після його поранення — старший лейтенант Кондратьєв. Наказ батареї підтримати батальйони приходить занадто пізно, коли обидва батальйони опиняються в оточенні. За цей час вони кілька разів подавали сигнал з проханням дати вогню, але вогню не було.
З перших же хвилин бою втрачається зв'язок з батальйонами. Тому у Кондратьєва немає ніяких відомостей про місцезнаходження батальйонів, і він не може відкрити вогонь. Вся батарея терпляче чекає наказу командира полку Гуляєва, як тільки будуть отримані координати від зв'язківців. Тим часом батальйони оточені, німці стягують в район Новомихайлівки все більше й більше сил. Гармати, надані батальйонам, розбиті, лейтенант Єрошин гине, а капітан Єрмаков із залишками артилеристів приходить на КП батальйону Бульбанюка, будучи готовим командувати будь-яким із підрозділів піхоти. Але оскільки командир батальйону Бульбанюк важко поранений, начальник штабу Орлов і капітан Єрмаков удвох беруть на себе командування батальйоном. Коли стає очевидно, що підтримки вогнем не буде, і допомоги чекати нізвідки, обидва командира і поранений Бульбанюк розуміють, що батальйон приречений. Тоді Єрмаков наказує ординарцеві полковника Гуляєва Жорі пройти по всіх траншеях і сказати солдатам, що годину тому почався довгоочікуваний наступ дивізії. Єрмаков йде на цю брехню, щоб до останнього зберегти в солдатах надію. Орлов з групою бійців відходить до флангу оборони, щоб спробувати відбити атаку німецьких танків на позиції батальйону, але танки все ж прориваються — і Орлов з усіма, хто з ним був, гине. Тоді Єрмаков вирішує прориватися з оточення із залишками людей (приблизно 20 чоловік з усього батальйону) назад до Дніпра. В цей час Бульбанюк, розуміючи, що його батальйон неминуче загине, а його поранення смертельне, застрелився.
Тим часом командир батареї Кондратьєв, втомившись чекати наказу, просить полковника Гуляєва дозволити відкрити вогонь по старим координатам батальйонів. Гуляєв спочатку не дозволяє, знаючи, що якщо координати змінилися, вогонь батареї може накрити своїх. Але водночас і він, і Кондратьєв розуміють, що подальше зволікання може коштувати життя останнім бійцям батальйонів, які залишилися в живих. Кондратьєв готовий взяти на себе всю відповідальність за помилку і відкрити вогонь без наказу, проте в останній момент Гуляєв все ж віддає цей наказ. Батарея стріляє по старим координатам і допомагає батальйону Максимова у Білохатці. Від батальйону Бульбанюка залишилося лише четверо солдатів і капітан Єрмаков, який все ж виводить цих останніх уцілілих з оточення. Батарея Кондратьєва, відкривши вогонь для підтримки батальйонів, виявила себе перед противником і була розгромлена німецькою артилерією, а сам Кондратьєв отримав поранення і був відправлений у госпіталь.
Відразу після повернення в полк Єрмаков йде до полковника Гуляєва, який вже не сподівався побачити його живим, і вимагає доставити його до командира дивізії Іверзєва. Приїхавши до комдива, Єрмаков в обличчя йому каже все, що думає про нього, кинувшого два батальйони на смерть, і називає його «сухарем», якого більше не може «вважати людиною і офіцером». За образу старшого за званням Єрмакова заарештували. Але під трибунал він все ж не потрапив. Після успішного взяття Дніпрова полковник Іверзєв, який особисто повів людей в атаку, був поранений і на собі відчув, що це таке — командувати батальйоном у бою, простив Єрмакова і навіть вніс його до списку представлених до нагород, як і загиблих Бульбанюка та Орлова. Зрештою Єрмаков повертається з-під арешту і на переправі зустрічає свою кохану жінку — медсестру Шуру з батареї Кондратьєва. Мовчки, обнявшись, вони йдуть по мосту через Дніпро.

## У ролях
- Олександр Збруєв —  командир батареї капітан Єрмаков
- Олег Єфремов —  командир полку полковник Гуляєв
- Олександр Галибін —  командир батареї старший лейтенант Кондратьєв
- Вадим Спиридонов —  командир дивізії полковник Іверзєв
- Ігор Скляр —  ординарець Гуляєва старший сержант Жорка Вітьковський
- Микола Караченцов —  старший лейтенант Орлов
- Олена Попова —  медсестра Шура
- Володимир Кашпур —  командир батальйону майор Бульбанюк
- В'ячеслав Баранов —  лейтенант Єрошин
- Борислав Брондуков —  старшина Цигічко
- Олександр Феклістов —  сержант Єлютін
- Олександр Абрамов —  рядовий Скляр
- Вадим Андреєв —  рядовий Дерев'янко
- Володимир Скляров —  рядовий Бобков
- Євген Пашин —  рядовий Лузанчиков
- Олександр Панкратов-Чорний —  майор-інтендант
- Юрій Дубровін —  начальник залізничної станції майор Перов
- Геннадій Фролов —  полковник Алексєєв
- Віктор Чеботарьов —  майор Денисов
- Михайло Макеєв —  лейтенант Катков
- Геннадій Корольков —  майор Семинін
- Лариса Бобенко —  господиня хати
- Людмила Стоянова —  Лідія Андріївна Іверзєва, дружина полковника Іверзєва
- Ярослав Баришев — епізод
- Олег Буданков — епізод
- Лесь Сердюк —  кулеметник
- Володимир Талашко —  Стрельцов
- Іван Матвєєв —  солдат

## Знімальна група
- Режисери: Володимир Чеботарьов, Олександр Боголюбов
- Автори сценарію: Юрій Бондарев, Олександр Боголюбов
- Оператори: Елізбар Караваєв, Роман Веселер
- Художники-постановники: Микола Саушин, Анатолій Бурдо
- Композитор: Андрій Петров
- Текст пісень: Михайло Матусовський
- Виконання пісень: Микола Караченцов
- Звукорежисер: Марк Бронштейн
- Державний симфонічний оркестр кінематографії
  - Диригент: Сергій Скрипка
- Монтаж: Євгенія Андреєва
- Військовий консультант: Анатолій Кирилов, генерал-лейтенант т/в